# Estat de Greenberger–Horne–Zeilinger

El costat esquerre representa un circuit que implementa un estat GHZ en notació de circuit quàntic, mentre que el costat dret mostra com aquest circuit es pot representar en el càlcul ZX i simplificar per demostrar que és efectivament igual a un estat GHZ.

En física, a l'àrea de la teoria de la informació quàntica, un estat de Greenberger–Horne–Zeilinger (estat GHZ) és un cert tipus d'estat quàntic entrellaçat que implica almenys tres subsistemes (estats de partícules, qubits o qudits). Va ser estudiat per primera vegada per Daniel Greenberger, Michael Horne i Anton Zeilinger el 1989. S'han observat propietats de l'estat extremadament no clàssiques.
L'estat GHZ és un estat quàntic entrellaçat per a 3 qubits i el seu estat és
{\displaystyle |\mathrm {GHZ} \rangle ={\frac {|000\rangle +|111\rangle }{\sqrt {2}}}.}
L'estat GHZ generalitzat és un estat quàntic entrellaçat de M > 2 subsistemes. Si cada sistema té dimensió {\displaystyle d}, és a dir, l'espai de Hilbert local és isomorf a {\displaystyle \mathbb {C} ^{d}}, aleshores l'espai de Hilbert total de M sistema de partides és {\displaystyle {\mathcal {H}}_{\rm {tot}}=(\mathbb {C} ^{d})^{\otimes M}}. Aquest estat GHZ també s'anomena com {\displaystyle M} -partite qudit GHZ state, es llegeix
{\displaystyle |\mathrm {GHZ} \rangle ={\frac {1}{\sqrt {d}}}\sum _{i=0}^{d-1}|i\rangle \otimes \cdots \otimes |i\rangle ={\frac {1}{\sqrt {d}}}(|0\rangle \otimes \cdots \otimes |0\rangle +\cdots +|d-1\rangle \otimes \cdots \otimes |d-1\rangle )}
En el cas que cadascun dels subsistemes sigui bidimensional, és a dir, per a M -qubits, es llegeix
{\displaystyle |\mathrm {GHZ} \rangle ={\frac {|0\rangle ^{\otimes M}+|1\rangle ^{\otimes M}}{\sqrt {2}}}.}
En paraules simples, és una superposició quàntica de tots els subsistemes que es troben a l'estat 0 amb tots ells a l'estat 1 (els estats 0 i 1 d'un únic subsistema són totalment distingibles).
Els estats GHZ s'utilitzen en diversos protocols de comunicació quàntica i criptografia, per exemple, en l'intercanvi secret o en l'acord bizantí quàntic.